# Corte Superior de Justicia de Tumbes
La Corte Superior de Justicia de Tumbes es el tribunal de apelación cuya sede es la ciudad de Tumbes, capital del departamento homónimo y cuya competencia se extiende a todo el Distrito Judicial de Tumbes. Fue creada el 26 de marzo de 2001 durante el gobierno de Valentín Paniagua. Está compuesta por 1 sala superior que conoce en segunda instancia las sentencias expedidas por los juzgados especializados del distrito judicial.

## Historia
La historia de este distrito judicial está ligada con la de la Corte Superior de Justicia de Piura, la misma que fue creada por Ley del Congreso del 31 de octubre de 1874. Dicho órgano tenía competencia sobre los territorios de los actuales departamentos de Piura y Tumbes separándolos de la competencia de la Corte Superior de Justicia de La Libertad.
El 26 de marzo del 2001, el Consejo Transitorio del Poder Judicial creó el Distrito Judicial de Tumbes y la Corte Superior  separando de la competencia del distrito piurano todo el territorio del departamento de Tumbes. La instalación de la corte se realizó el 3 de mayo del 2001 durante el gobierno de Valentín Paniagua. El primer presidente de la corte fue Jorge Omar Santamaría Morillo.

## Competencia territorial
Según la organización territorial inicial, las Cortes Superiores tenían competencia territorial en el departamento de su sede, el mismo que se correspondía con un determinado Distrito Judicial. Sin embargo, esta división fue modificándose paulatinamente por razones de cercanía comunicativa. En la actualidad la Corte Superior de Justicia de Tumbes es la confirmación de esa regla al tener competencia territorial sobre todo el territorio del departamento de Tumbes

## Composición
La Corte Superior de Justicia de Tumbes está conformada por 1 sala superiores mixta con sede en la ciudad de Tumbes. Cada Sala está conformada por tres jueces superiores que, en el Perú, reciben la denominación de "vocales superiores". La reunión de todos los vocales superiores constituyen la "Sala Plena" que es el máximo órgano deliberativo de la Corte Superior.

## Presidente de la Corte Superior
De conformidad con los artículos 38 y 45 de la Ley Orgánica del Poder Judicial, los vocales eligen un Presidente de la Corte Superior. En el caso de Moquegua, la elección se realiza el primer jueves del mes de diciembre cada dos años mediante votación secreta de los vocales superiores titulares.
El actual Presidente de la Corte Superior es la doctora Gisela Xiosinara Guevara Agurto